# Shakira
Shakira Isabel Mebarak Ripoll, més coneguda pel nom artístic de Shakira   (Barranquilla, 2 de febrer de 1977) és una cantautora, productora, ballarina i actriu colombiana del gènere pop-rock en castellà i anglès. Va debutar en el mercat discogràfic hispanoamericà en 1995 amb l'àlbum Pies descalzos i l'èxit internacional li va arribar de forma definitiva el 2001 amb Laundry Service.
Es tracta d'una de les cantants de l'àmbit musical llatí amb més èxit internacional. Els seus discos més venuts han estat: Pies Descalzos, ¿Dónde están los ladrones?, Laundry Service, Fijación Oral Vol. 1 i Oral Fixation Vol. 2. Entre les seves cançons més populars hi ha «Estoy Aquí», «Ciega, Sordomuda», «Ojos así», «Whenever, Wherever», «Underneath Your Clothes», «La Tortura», «Hips Don't Lie», «Waka Waka», «Loca», «Dare (La La La)» o «Me Enamore».
L'artista ha venut més de 80 milions de discos fins ara, dels quals 10.500.000 d'unitats només als Estats Units. Ha guanyat en tres ocasions el Premi Grammy i catorze vegades el Grammy Llatí. L'empresa Live Nation considera Shakira l'artista més important de la seva generació pel seu impacte global clarament consolidat. Segons la revista Forbes, és una de les cantants que més diners guanya.
Als canals oficials de Shakira a YouTube s'han registrat més de sis mil milions de reproduccions, 6.300 milions pel seu compte a VEVO y 114 milions pel seu canal oficial Shakira.
Entre 2011 i 2022 va ser la parella del futbolista Gerard Piqué.
També dona nom a una marca de perfums, fabricada per Puig, una companyia catalana de perfumeria i moda.

## Biografia i carrera artística

### Primers anys
Shakira va néixer el 2 de febrer de 1977 a Barranquilla, Colòmbia. Filla única de Carmen Ripoll Torrado, colombiana d'ascendència catalana, i William Mebarak Chadid, nord-americà d'origen libanès, emigrat a Colombia als cinc anys. Té vuit germanastres d'un matrimoni anterior del seu pare.
Shakira (àrab: شاكرة, xākira) significa ‘agraciada’ o ‘plena de gràcia’ en àrab, i és la forma femenina del nom Shakir (شاكر, xākir). El seu segon nom, Isabel, ve de la seva àvia materna. El seu primer cognom, Mebarak (مبارك, Məbārak), és àrab, i el seu segon cognom, Ripoll, és català.
Shakira va escriure el seu primer poema, titulat «La Rosa de Cristal», amb només quatre anys. A la seva infantesa va quedar fascinada en veure al seu pare escriure històries a una màquina d'escriure, i va demanar-ne una com a regal de Nadal. Als set anys se li va complir el desig i va seguir escrivint poesia; aquests poemes van acabar finalment en cançons. Als vuit anys, va escriure la seva primera cançó titulada «Tus gafas oscuras», inspirant-se en son pare, qui durant anys va portar ulleres fosques per amagar el dolor causat per la mort, quan ella tenia dos anys, d'un dels seus germanastres en accident de motocicleta.
Quan Shakira tenia quatre anys, son pare la va portar a un restaurant local de l'Orient, on per primera vegada va sentir el doumbek, un tambor tradicional utilitzat a la música àrab, acompanyament típic de la dansa del ventre. Sense ni adonar-se'n, estava ballant sobre una taula, i els clients del restaurant varen aplaudir amb entusiasme. Va ser llavors quan va saber que volia ser artista. Li agradava cantar per als seus companys i professors (fins i tot les monges) a la seva escola catòlica, però a segon curs no fou acceptada al cor de l'escola perquè el seu vibrato era massa fort. El professor de música li va dir que sonava «com una cabra». A l'escola, diu, era coneguda com «la noia de la dansa del ventre», i cada divendres mostrava un nou número que havia après.
Als vuit anys, el pare de Shakira es va declarar en fallida. Mentre s'ultimaven els detalls del procés, va anar a viure amb uns familiars a Los Angeles. En tornar a Barranquilla, es va sorprendre quan va descobrir que gran part de les propietats dels seus pares havien estat venudes. Més tard, va dir: «Pel meu cap infantil, allò va ser la fi del món». Per mostrar-li que les coses podien ser pitjors, son pare la va portar a un parc proper perquè veiés els orfes que vivien allà. La imatge la va impressionar i es va dir «un dia ajudaré aquests nens, quan arribi a ser una artista famosa».
Va participar per primera vegada en el concurs televisiu Buscando artista infantil l'any 1988 (de la cadena regional de la costa colombiana Telecaribe), concurs que va guanyar entre 1988 i 2000.

### 1990-1994: Primers àlbums
Entre els deu i tretze anys Shakira fou convidada a diversos actes a Barranquilla, obtenint un cert reconeixement a la zona. A conseqüència d'això, va conèixer a una productora de teatre, que la va ajudar a promocionar-se fora de Barranquilla. Finalment un executiu de Sony Colombia, va promoure la cantant dins la seva productora. L'audició d'unes cintes no va convèncer en principi els dirigents, però en escoltar-la en directe, Shakira fou contractada per gravar tres àlbums.
Shakira es va traslladar a Bogotà (Colòmbia), i amb catorze anys va treure el seu primer àlbum el 1991, titulat Magia, amb cançons escrites per ella, entre les quals destaquen «Magia», «Esta noche voy contigo» i «Tus gafas oscuras». El 1993, als 16 anys, va participar en el XXXIV festival internacional de la cançó de Viña del Mar, on va obtenir el tercer lloc amb la cançó «Eres». El seu segon disc, titulat Peligro, llençat aquell mateix any, fou editat per la intèrpret. Aquest segon disc, malgrat que va ser millor rebut que l'anterior, també va resultar un fracàs de vendes. Aquests dos discos estan descatalogats i ja no formen part de la discografia oficial de Shakira. El 1994 va protagonitzar la mini-sèrie El Oasis, realitzada per Cenpro TV, a la qual s'hi representava un romanç entre les famílies supervivents a l'tragèdia d'Armero.

### 1995-1998:Pies descalzos
El 1995, el segell discogràfic decideix llançar al mercat un disc d'èxits d'artistes colombians. És així com pensen en Shakira i li comenten que inclouran una cançó d'algun dels seus treballs discogràfics anteriors, «Magia» i «Peligro», al que Shakira es nega i ofereix compondre una cançó especialment per a aquest disc recopilatori. És així com neix «¿Donde estás corazón?», convertint-se en un èxit a les ràdios. La cançó també comença a escoltar-se fora de la seva Colòmbia natal. El 1996 va publicar el disc Pies descalzos (gravat l'any anterior), que gràcies al treball de producció de Luis Fernando Ochoa la convertiria en una figura de l'àmbit musical hispanoamericà. Donant-se a conèixer amb el senzill «¿Donde estás corazón?», cançó que va aparèixer en el recopilatori Nuestro rock i que va portar a trobar als oients «Estoy aquí». Les cançons «Pies descalzos, sueños blancos», «Antología», «Un poco de amor» i «Se quiere, se mata» van ser també èxits populars. El disc va aconseguir vendes superiors als 5 milions d'exemplars, que van augmentar encara més amb les remescles de «Pies descalzos». En el seu primer àlbum de remescles titulat The Remixes també va incloure algunes versions en portuguès de les seves cançons més conegudes.

### 1998-2000:¿Dónde están los ladrones?
Shakira grava ¿Dónde están los ladrones?, disc que va ser llançat el setembre de 1998, s'estima que ha venut més de 7 milions de còpies estenent la seva fama a altres mercats i països com França, Suïssa, Canadà i, especialment, als Estats Units. Només en aquest país va vendre més d'un milió d'exemplars. Van ser especialment reeixits els senzills «Ciega, sordomuda», «Inevitable» i «Ojos así».
A causa de l'èxit de l'àlbum, Shakira va ser convidada per MTV el 1999 per produir el seu primer àlbum en directe, titulat MTV Unplugged. L'àlbum va vendre més de 5 milions d'unitats a nivell mundial. Va ser llançat al mercat l'any 2000. Al març de 2000 va iniciar una gira de tres mesos anomenada Tour Anfibio, que va incloure concerts a Amèrica Llatina i els Estats Units. La gira va començar a Perú i va concloure a l'Argentina.

### 2001-2004:Laundry Service
El disc bilingüe Laundry Service fusiona pop i rock amb elements de la música llatina. L'àlbum també va incloure quatre cançons en castellà. Encara que amb crítiques pel que fa a la seva adequació a la llengua anglesa, Laundry Service va ser un èxit comercial, amb vendes que superarien les 13 milions d'unitats a tot el món, com es diu a la pàgina oficial de Shakira. Va ser especialment reeixit el seu primer senzill, «Whenever, Wherever» (la seva versió en castellà es va titular «Suerte») que va ocupar el número u en les llistes d'èxits de diversos països, i va ser número sis en el Billboard Hot 100. Igualment el senzill va tenir èxit a Europa, en països com França on va ser senzill de diamant, amb més de 970.000 unitats venudes o a Suïssa, on la cançó es va mantenir en el primer lloc durant 17 setmanes seguides. El segon senzill, «Underneath Your Clothes», va ser també reeixit a diversos països d'Europa, Amèrica i Àsia. Als Estats Units el senzill va ocupar el lloc número 9 en el Billboard Hot 100. Per als països de parla hispana va llançar «Te dejo Madrid» com a segon senzill.
Mesos després, «Objection (Tango)» (en castellà, «Te aviso, te anuncio (tango)») es va convertir en el tercer senzill de l'àlbum amb èxit moderat. Finalment, per a Europa i Austràlia es va llançar la cançó «The one», que no va tenir massa repercussió. Mentrestant, per als països de parla hispana es va llançar «Que me quedes tu».
El 2002 Shakira va publicar un disc compacte amb els seus majors èxits en castellà fins al moment, que contenia cançons de Pies descalzos, ¿Dónde están los ladrones?, MTV Unplugged i Laundry Service i el títol va ser simplement Grandes éxitos. Va aconseguir vendes de més de 3,5 milions d'exemplars.

#### 2002-2003:Tour of the Mongoose
Shakira va publicar el febrer de 2004, un DVD recopilatori com a document d'aquesta gira en un concert a Rotterdam, Països Baixos, juntament amb un disc d'àudio, titulat Live & Off The Record (‘En viu i en privat’). El DVD contenia quinze cançons en directe i un documental, i en el CD d'àudio només s'incloïen deu cançons. Les vendes van arribar als 4 milions d'unitats.

### 2005-2008:Fijacionesi consolidació mundial
Entre els dos àlbums han venut al voltant de 12 milions de còpies mundialment, segons la pàgina oficial de la cantant.

#### Fijación oral vol. 1
Quatre anys després del llançament de Laundry Service, Shakira va llançar Fijación oral vol. 1 durant el mes de juny de 2005 a Europa, Amèrica del Nord, Austràlia i Llatinoamèrica. Fins ara, el disc gairebé supera la xifra de 4 milions d'unitats venudes a tot el món segons la biografia de la pàgina oficial de Shakira.
El 2005, Shakira es va convertir en la primera cantant llatina a interpretar un tema musical en castellà durant la cerimònia dels MTV Video Music Awards i en ser nominada a aquests premis per un vídeo d'una cançó en castellà.

#### Oral Fixation vol. 2
El 28 de novembre de 2005, va llançar el seu primer àlbum d'estudi completament en anglès titulat Oral Fixation Vol 2, una continuació de Fijación oral vol. 1. Va debutar en la posició número cinc als Estats Units dins del Billboard 200, però ràpidament es va enfonsar en el llistat, precipitant una reedició sis mesos més tard. Tot i així el disc va remuntar arribant a la posició 23 com un dels discos més venuts del 2006 als EUA Fins avui, segons la pàgina web oficial de Shakira, l'àlbum ha venut al voltant de 8 milions de còpies mundialment.
A principis de 2006, va rebre la certificació de tretze discos d'or de diferents països (Canadà, Mèxic, Espanya, Argentina, Xile, Índia, Alemanya, Àustria, Itàlia, Portugal, Noruega, Hongria i el seu país natal Colòmbia) El seu primer senzill va ser «Don't Bother» que va aconseguir un èxit moderat a Europa, però no va tenir l'èxit esperat en el mercat anglosaxó, la qual cosa va conduir a una reedició, mig any després, que es va reforçar amb l'addició de «Hips Don't Lie» a Oral Fixation Vol 2, que va ser el segon single. En aquests sis mesos, no hi va haver cap senzill d'Oral Fixation Vol 2.
«Hips Don't Lie», que va aconseguir gran èxit a nivell mundial convertint-se en la cançó més descarregada per Internet és una cançó amb una barreja de cumbia, pop llatí, reggaetón, salsa i hip hop, escrita originalment pel raper i productor Wyclef Jean i el títol era «Dance Like This». Shakira va decidir versionar-la amb ajuda del mateix Jean. El senzill s'ha convertit en la cançó més reeixida en anglès de Shakira. Amb el llançament de «Hips Don't Lie» com una cançó extra de l'àlbum, va incrementar les vendes d'Oral Fixation Vol 2 encara més a tot el món, però especialment als Estats Units on va fer un salt de la posició número 98 a la número 6 en el Billboard 200, el que va generar que se li atorgués la certificació de disc de platí el 4 d'abril de 2006 en haver superat el milió d'unitats venudes als Estats Units.
Shakira va ser l'escollida per cantar una versió especial de «Hips Dont Lie» (versió Bamboo) en la cerimònia de cloenda de la Campionat mundial de futbol Alemanya 2006, sent aquesta la primera vegada en la història que una cantant femenina llatina canta en aquest esdeveniment.
Al novembre de 2006 va llançar com a últim senzill «Illegal». És una balada que compta amb la participació de Carlos Santana. Va tenir un èxit moderat a Europa i la seva sortida com single va ser cancel·lada als Estats Units.

#### 2006-2007:Oral Fixation Tour
L'estiu de 2006 va arrencar l'Oral Fixation World Tour, gira que la va portar a recórrer diferents països en cinc continents, sent aquesta la més reeixida de la colombiana, que amb el seu Tour de la Mangosta havia recorregut 61 llocs. El tour va ser presentat en 125 llocs al voltant del món, en diversos dels quals va trencar rècords d'assistència. Europa ha estat el continent en què més èxit ha tingut aquesta gira, gràcies sobretot a dues importants places, Espanya amb 15 presentacions i Alemanya amb 10. A Llatinoamèrica, Mèxic va ser el país amb major quantitat de presentacions (21 en total), 10 d'elles en una primera visita el 2006 i les restants en el seu retorn de tancament el 2007. Va donar un concert al Zócalo on va tenir una audiència de més de 210.000 persones, el concert més gran en la història de Mèxic, seguit per Colòmbia i Puerto Rico, amb tres cadascun. La gira va acabar oficialment el 14 de juliol de 2007 a Nigèria, dins el Thisday Festival. Però el desembre de 2007 va realitzar un últim concert a Geòrgia, que va ser gratuït. Encara que no formava part de la gira, Shakira es va presentar al Live Earth a Alemanya, on va interpretar quatre cançons, una d'elles amb la col·laboració del músic argentí Gustavo Cerati. El director artístic d'aquest tour fou el barceloní Jaume de Laiguana.

### 2009-2012:Loba,Waka WakaiSale el Sol
She Wolf és el sisè àlbum d'estudi de Shakira, llançat el 12 d'octubre de 2009. Segons les mateixes paraules de la cantant colombiana, l'àlbum és «electrònic, amb molta fusió i molt ballable». El 29 de juny de 2009 es va estrenar la versió en castellà del primer senzill de Shakira titulat «Loba» («She Wolf» en anglès). «Loba» va ser escrita per Shakira (en la versió en castellà va col·laborar Jorge Drexler) i coproduït entre la barranquillera i John Hill. El 31 de juliol del 2009 es va estrenar el vídeo de «She Wolf» que va ser dirigit per Jake Nava i gravat a LA al juny. La portada de l'àlbum va ser revelada el dia 9 d'agost del 2009. L'àlbum va ser llançat l'octubre de 2009 en la majoria dels països i el novembre de 2009 als EUA, rebent comentaris positius dels crítics. L'àlbum ha estat un èxit en les llistes i des de llavors ha estat certificat disc d'Or a Rússia, Irlanda, Suïssa, Polònia, França, Argentina, Grècia i Hongria, de Platí a Espanya, el Regne Unit i l'Orient Mitjà, 2X Platí a Colòmbia i Mèxic, i 3 vegades Platí a Taiwan. Els singles posteriors, «Did It Again», «Give It Up To Me» i «Gypsy», van rebre un èxit moderat en les llistes.
Durant el Mundial de Futbol de Sud-àfrica 2010 Shakira es converteix en la intèrpret de la cançó oficial de l'esdeveniment. La cançó, anomenada «Waka Waka (This Time For Àfrica)», fa servir fragments d'una cançó militar africana, usada aquesta vegada amb l'objectiu d'unir a les persones a través de la música i el futbol. Shakira la interpreta amb la col·laboració del grup sud-africà Freshly Ground. La cançó es converteix en un dels majors èxits de Shakira a Llatinoamèrica, Espanya i la resta d'Europa, tenint un èxit moderat en països com Estats Units, Regne Unit o Japó. Es va anunciar inicialment que Shakira llançaria un àlbum en castellà el 2010 després del llançament de «She Wolf», similar al que ella havia fet amb Fijaciones 1 & 2, però Shakira va indicar més endavant que l'àlbum seria un projecte bilingüe, que contindria una majoria de cançons en castellà i tres en anglès i es titularia Sale el Sol. La portada de l'àlbum va ser mostrada la matinada del dia 1 de setembre del 2010 al mateix temps que el primer senzill «Loca». L'àlbum es va llançar oficialment el 19 d'octubre de 2010. El 4 de gener de 2011 es llança oficialment «Sale el Sol», el segon senzill de l'àlbum.
El 3 de maig de 2010, el lloc web oficial de Shakira va confirmar que s'estava preparant per a una gira mundial titulada The Sun Comes Out World Tour El lloc va anunciar que a Espanya actuaria en tres ciutats sent Madrid, Barcelona i Bilbao les triades, i va afegir que «La gira portarà l'espectacular xou de Shakira als espais principals i una sèrie de ciutats a través de l'estiu i la tardor» El febrer de 2011 va començar el tour Sale el Sol a Amèrica llatina.

### 2013-2022:Shakira,El Dorado
El 6 de gener de 2014 va ser enunciat el primer senzill del que seria el seu pròxim àlbum, una col·laboració amb l'artista barbadiana Rihanna anomenada «Can't Remember to Forget You». Finalment el dia 13 va ser estrenada a la radio i el dia 30 se’n va pujar el videoclip al seu compte de VEVO. El 22 de gener, a través d'una carta la cantant va anunciar que la seva nova producció discogràfica tindria un títol homònim («Shakira») i que sortiria a la venda el 25 de març de 2014. De l'àlbum en van sortir dos singles més, «Empire», el videoclip del qual va ser gravat prop de Montserrat, i «Dare (La La La)». Aquest últim havia sigut planejat com el primer singles de l'àlbum i el seu videoclip va ser gravat el 2012 a Lisboa, però no es va estrenar fins dos anys després a causa del seu embaràs.
El disc El Dorado, de 2017 va guanyar un premi grammy.També va versionar la cançó «Boig per tu» de Sau, que va incorporar La cantant colombiana va rebre moltes lloances a les xarxes socials, però també algunes crítiques per part de sectors nacionalistes espanyols pel fet d'haver cantat en català.
Shakira va tornar a fer una cançó per a la Copa del Món de Futbol de 2014, «La La La (Brazil 2014)», tot i que aquesta vegada va ser la cançó oficial. El seu videoclip va ser estrenat el 22 de maig de 2014 i va ser interpretada durant la cerimònia de clausura de la competició.

### Cançons de despit,Las mujeres ya no lloran(2022-)
Arran de la seva separació de Gerard Piqué va publicar diverses cançons de despit com Shakira: Bzrp Music Sessions, Vol. 53 amb Bizarrap, TQG amb Karol G, Te Felicito amb Rauw Alejandro o Copa vacía amb Manuel Turizo, de les quals el duet amb Bizarrap li va valer dos Premis Grammy Llatins, a la millor cançó pop i a la millor cançó de l'any, i la col·laboració amb Karol G un tercer en la categoria de millor fusió/interpretació urbana. El 2023 es va traslladar d'Esplugues de Llobregat a Miami i en novembre va acceptar una pena de tres anys de presó, substituida pel pagament de 432.000 euros en no tenir antecedents penals, i una multa de més de 7,3 milions d'euros. En març de 2024 va publicar el seu dotzè disc d'estudi Las mujeres ya no lloran, amb vuit cançons noves i diversos senzills publicats els mesos anteriors.

## Incursions com a actriu
Shakira va protagonitzar la minisèrie El Oasis el 1994. També va aparèixer a la sèrie de Disney Channel Wizards of Waverly Place, a 7 vidas i a Ugly Betty. L'any 2016 també va doblar el personatge de Gazelle de la pel·lícula d'animació de Disney Zootròpolis en les versions espanyola, llatinoamericana i anglesa, en la qual també canta la cançó «Try Everything».

### Vida personal
Entre els interessos de Shakira hi ha la història mundial, i sovint estudia la història i la llengua dels països que visita.
Shakira és cosina de la model i Miss Colòmbia 2005, Valerie Domínguez.
L'any 2000 va iniciar una relació sentimental amb Antonio de la Rúa, fill del llavors President de l'Argentina Fernando de la Rúa, relació que fou notícia a tota Amèrica Llatina. El 10 de gener de 2011, Shakira va fer públic a la seva pàgina web que després d'onze anys junts, ella i Antonio de la Rúa s'havien separat l'agost de 2010 com a parella, mantenint la seva relació com a socis als seus negocis i a la vida professional.
Shakira va iniciar una relació amb el futbolista català Gerard Piqué, defensa central del FC Barcelona, el 2011. Piqué, que és exactament deu anys menor que ella, ja que comparteixen data de naixement, va conèixer a Shakira la primavera de 2010, quan va aparèixer al vídeo musical de la cançó de Shakira «Waka Waka (This Time for Africa)», la cançó oficial de la Copa Mundial de la FIFA 2010. Shakira va donar a llum al primer fill de la parella, Milan, el 22 de gener de 2013 a Barcelona, on la família havia fixat la seva residència. Shakira va donar a llum el seu segon fill, Sasha, el 29 de gener de 2015. Forbes va incloure Shakira i Piqué a la seva llista «Parelles més poderoses del món». El 2022, la parella va confirmar en un comunicat conjunt que se separaria després d'estar junts durant 12 anys.

### Activisme social
Molt sensibilitzada socialment, va crear el 1995 una organització caritativa per ajudar a la infància a Colòmbia anomenada Fundació Pies Descalzos, i una altra el 2008 als Estats Units anomenada Barefoot Foundation amb voluntat de projecció mundial. El febrer de 2011, la Fundació Futbol Club Barcelona i Pies Descalzos varen arribar a un acord de col·laboració per fomentar l'educació infantil mitjançant l'esport.

### Política
L'octubre de 2010 va expressar el seu desacord amb la política del president francès Nicolas Sarkozy d'expulsar els gitanos romanesos del país. A l'edició espanyola de la revista GQ va dedicar també unes paraules a Sarkozy: «Tots som gitanos». A l'entrevista va deixar el seu punt de vista molt clar: «Allò que els passa ara a ells [els gitanos] els passarà als nostres fills i als fills dels nostres fills. Cal recórrer a l'acció ciutadana pels drets fonamentals de l'ésser humà i denunciar tot allò que ens sembli denunciable», va sentenciar.

## Delicte fiscal a Espanya
Shakira va defraudar 14,5 milions d'euros entre 2011 i 2014, que va haver de pagar afegint 3,2 milions d'interessos, i la justícia espanyola la va condemnar en novembre de 2023 a tres anys de presó en considerar que l'artista, que tenia la residència legal a Bahames des de 2004 va tenir presencia física a Espanya de més de 183 dies a l'any i es va valer de societats al paradís fiscal de les Illes Verges Britàniques per ocultar els seus ingressos, pena substituïda pel pagament de 432.000 euros en no tenir antecedents penals, i una multa de més de 7,3 milions d'euros. La circumstància va aparèixer als Papers de Pandora filtrats al Consorci Internacional de Periodistes d'Investigació.
Shakira ja havia aparegut als Papers del Paradís el 2017 en traslladar els seus actius musicals, drets intel·lectuals i marques, valorats en 31,6 milions d'euros a la seva societat Turnesol Limited, amb seu a Malta.

## Gires musicals
- Tour Pies Descalzos (1996-1997)
- Tour Anfibio (2000)
- Tour of the Mongoose / Tour de la Mangosta (2002-2003)
- Oral Fixation Tour / Tour Fijación Oral (2006-2007)
- The Sun Comes Out World Tour / Tour Sale el Sol (2010-2011)

## Discografia
| - 1991: Magia - 1993: Peligro - 1996: Pies Descalzos - 1998: ¿Dónde Están los Ladrones? - 2001: Laundry Service / Servício de Lavandería - 2005: Fijación Oral Vol. 1 - 2005: Oral Fixation Vol. 2 - 2009: She Wolf / Loba - 2010: Sale el Sol / The Sun Comes Out - 2014: Shakira - 2017: El Dorado - 2024: Las mujeres ya no lloran - 1997: The Remixes - 2002: Grandes Éxitos - 2002: Colección de Oro - 2002: Laundry Service: Washed & Dried - 2006: Fijación Oral Vol. 1/ Oral Fixation Vol. 2 - 2000: MTV Unplugged - 2004: Live & Off The Record / En Vivo y En Privado - 2007: Oral Fixation Tour / Tour Fijación Oral - 2011: Live From Paris - 2003: The Pepsi Single - 2007: Love in the Time of Cholera (EP) | - 1995 - "¿Dónde Estás Corazón?" - 1996 - "Estoy Aquí" - 1996 - "Un Poco de Amor" - 1996 - "Pies Descalzos, Sueños Blancos" - 1996 - "Antología" - 1997 - "Se Quiere, Se Mata" - 1998 - "Ciega, Sordomuda" - 1998 - "Tú" - 1999 - "Inevitable" - 1999 - "Ojos Así" - 1999 - "Moscas en la Casa" - 1999 - "Si Te Vas" - 2000 - "No Creo" - 2001 - "Whenever, Wherever" / "Suerte" - 2002 - "Underneath Your Clothes" - 2002 - "Objection (Tango)" / "Te Aviso, Te Anuncio (Tango)" - 2002 - "Te Dejo Madrid" - 2002 - "Que Me Quedes Tú" - 2003 - "The One" - 2004 - "Poem to a Horse" - 2005 - "La Tortura" (featuring Alejandro Sanz) - 2005 - "No" - 2005 - "Don't Bother" - 2006 - "Día de Enero" - 2006 - "Hips Don't Lie" (featuring Wyclef Jean) - 2006 - "La Pared" - 2006 - "Illegal" - 2007 - "Te lo agradezco, pero no" (featuring Alejandro Sanz) - 2007 - "Beautiful Liar" (featuring Beyoncé) - 2007 - "Las de la Intuición" / "Pure Intuition" - 2008 - "Hay Amores" - 2009 - "She wolf / Loba" - 2009 - "Did it again / Lo hecho está hecho" - 2009 - "Give it up to me" (featuring Lil Wayne) - 2010 - "Gypsy / Gitana " - 2010 - "Waka Waka (This time for Africa) / (Esto es África)" (featuring Freshlyground) - 2010 - "Loca" (featuring El Cata & Dizzie Rascal) - 2011 - "Sale el Sol" - 2011 - "Rabiosa" (featuring El Cata & Pitbull) - 2011 - "Antes de las 6" - 2011 - "Je l'aime à mourir" - 2012 - "Addicted To You" - 2012 - "Get it Started" (featuring Pitbull) - 2014 - "Can't remember to forget you" (featuring Rihanna) / "Nunca Me Acuerdo De Olvidarte" - 2014 - "Empire" - 2014 - "Dare (La La La)" / "La La La" - 2014 - "La La La (Brazil 2014) / (Brasil 2014)" (featuring Carlinhos Brown) - 2015 - "Mi Verdad" (featuring Maná) - 2016 - "Try Everything" - 2016 - "La Bicicleta" (featuring Carlos Vives) - 2016 - "Chantaje" (featuring Maluma) - 2017 - "Me Enamoré" - 2017 - "Perro Fiel" (featuring Nicky Jam) - 2018 - "Trap" (featuring Maluma) - 2018 - "Clandestino" (featuring Maluma) - 2018 - "Nada" - 2019 - "TUTU (Remix)" (featuring Camilo & Pedro Capó) - 2020 - "Me Gusta" (featuring Anuel AA) - 2020 - "Girl Like Me" (featuring Black Eyed Peas) - 2021 - "Don't Wait Up" - 2022 - "Te felicito" (featuring Rauw Alejandro) - 2022 - "Don't You Worry" (featuring Black Eyed Peas & David Guetta) - 2022 - "Monotonía" (featuring Ozuna) - 2023 - "Shakira: BZRP Music Sessions, Vol. 53" (featuring Bizarrap) - 2023 - "Acróstico" - 2023 - "Copa Vacía" (featuring Manuel Turizo) - 2023 - "El Jefe" (featuring Fuerza Regida) - 2024 - "Puntería" (featuring Cardi B) - 2024 - "(Entre Paréntesis)" (featuring Grupo Frontera) |

## Col·laboracions
- El 2001 va col·laborar en la cançó del cantant peruà Gain Marco El Último Adiós en memòria dels atemptats de l'11 de setembre a Nova York. En la cançó també col·laboren artistes com Jennifer López, Ricky Martin o Christina Aguilera.
- El 2007 va col·laborar amb el seu col·lega i amic Alejandro Sanz, a l'àlbum El tren de los momentos a la cançó Te lo agradezco, pero no.
- El 2007 també va participar en una cançó i vídeo musical titulat Beautiful Liar per la cantant Beyoncé, del seu àlbum B'Day. Shakira no participa en la versió en castellà, titulada Bello embustero.
- El 2007 va col·laborar al tema Si tú no vuelves del cantant espanyol Miguel Bosé, al seu àlbum Papito.
- Shakira va col·laborar juntament amb altres artistes, entre elles Pink, Madonna, KT Tunstall i Joss Stone, en una cançó benèfica que apareix al disc d'Annie Lennox, titulada Sing. L'àlbum va sortir a la venda l'octubre de 2007.
- Va col·laborar en un nou duet amb Wyclef Jean (amb qui ja havia treballat amb Hips Don't Lie) titulat King and Queen, que va sortir a la venda el desembre de 2007.
- El 2009 va col·laborar a l'àlbum Cantora de Mercedes Sosa al tema La Maza.
- El 2010 va col·laborar a la cançó caritativa Ay Haití per recaptar diners per a les víctimes del terratrèmol de gener del 2010 amb altres artistes com La Oreja de Van Gogh, Alejandro Sanz o Juanes.
- El 2012 va fer un duet amb el cantant de rap Pitbull en la cançó Get it Started.
- El 2013 va col·laborar amb el cantant Draco Rosa en una nova versió de la cançó Blanca Mujer.
- El 2015 va col·laborar a la cançó Mi Verdad del grup mexicà Maná.
- El 2016 va col·laborar amb el cantant colombià Carlos Vives a la cançó La Bicicleta, el primer single de l'àlbum Vives.

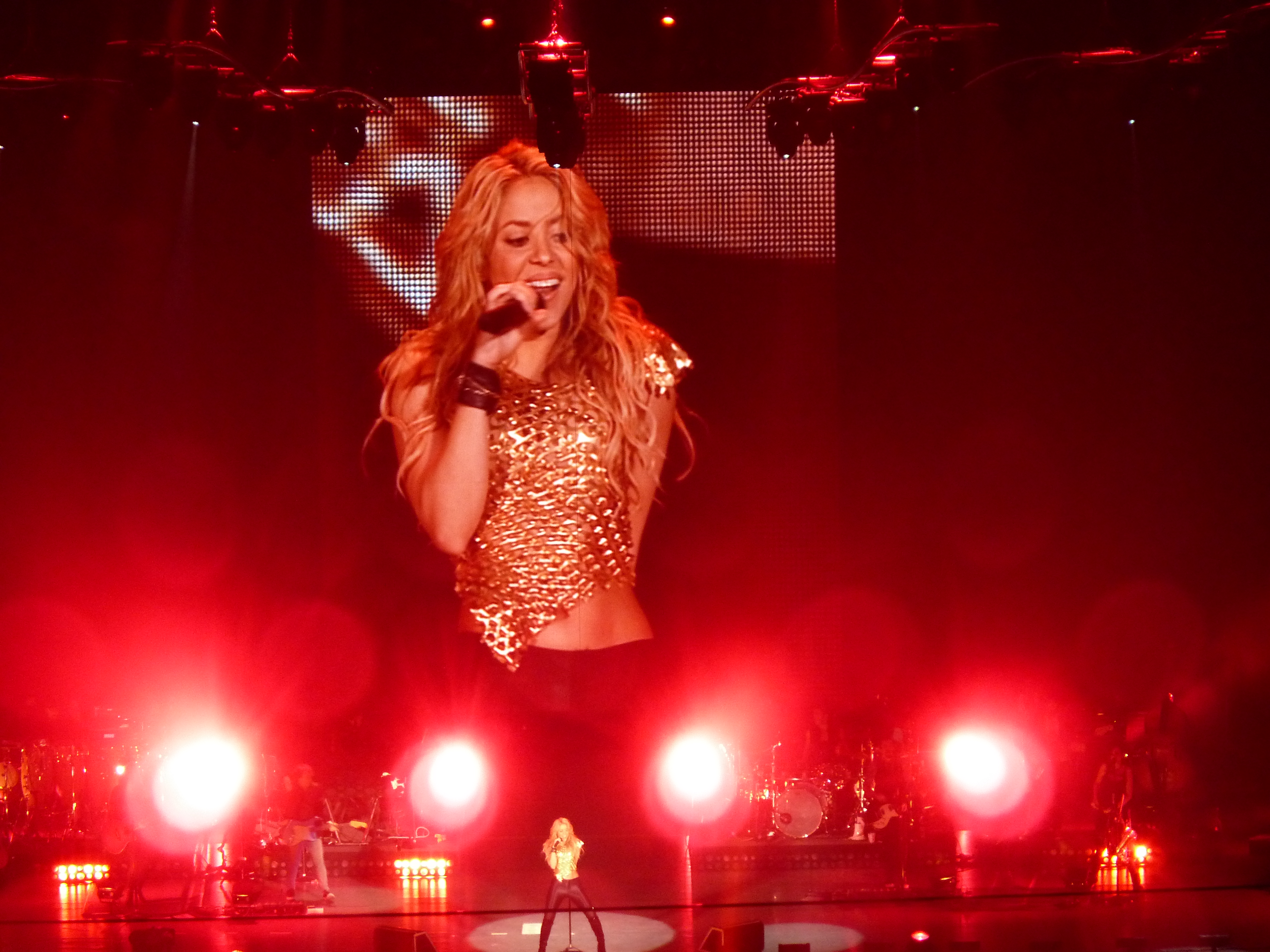
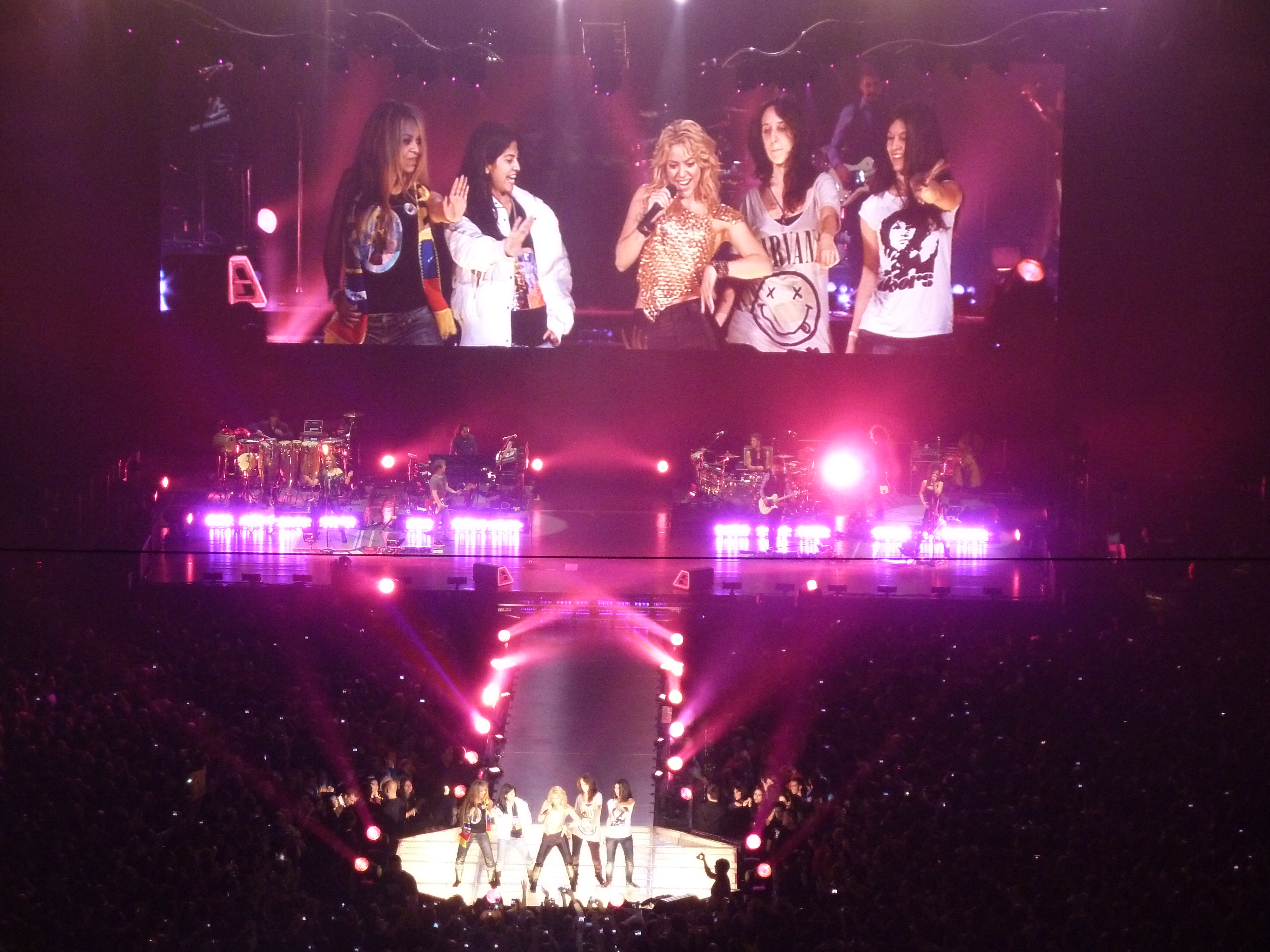
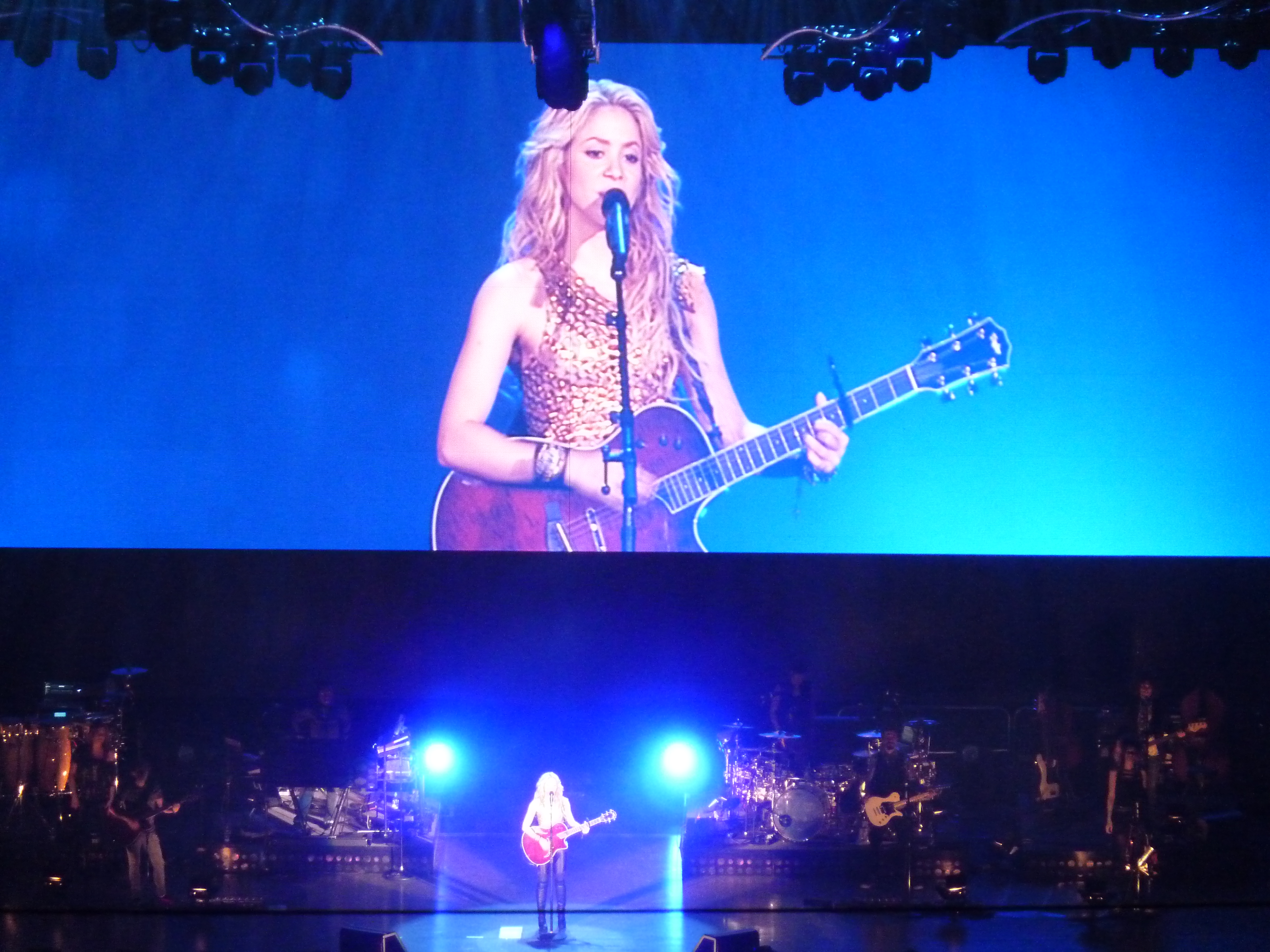
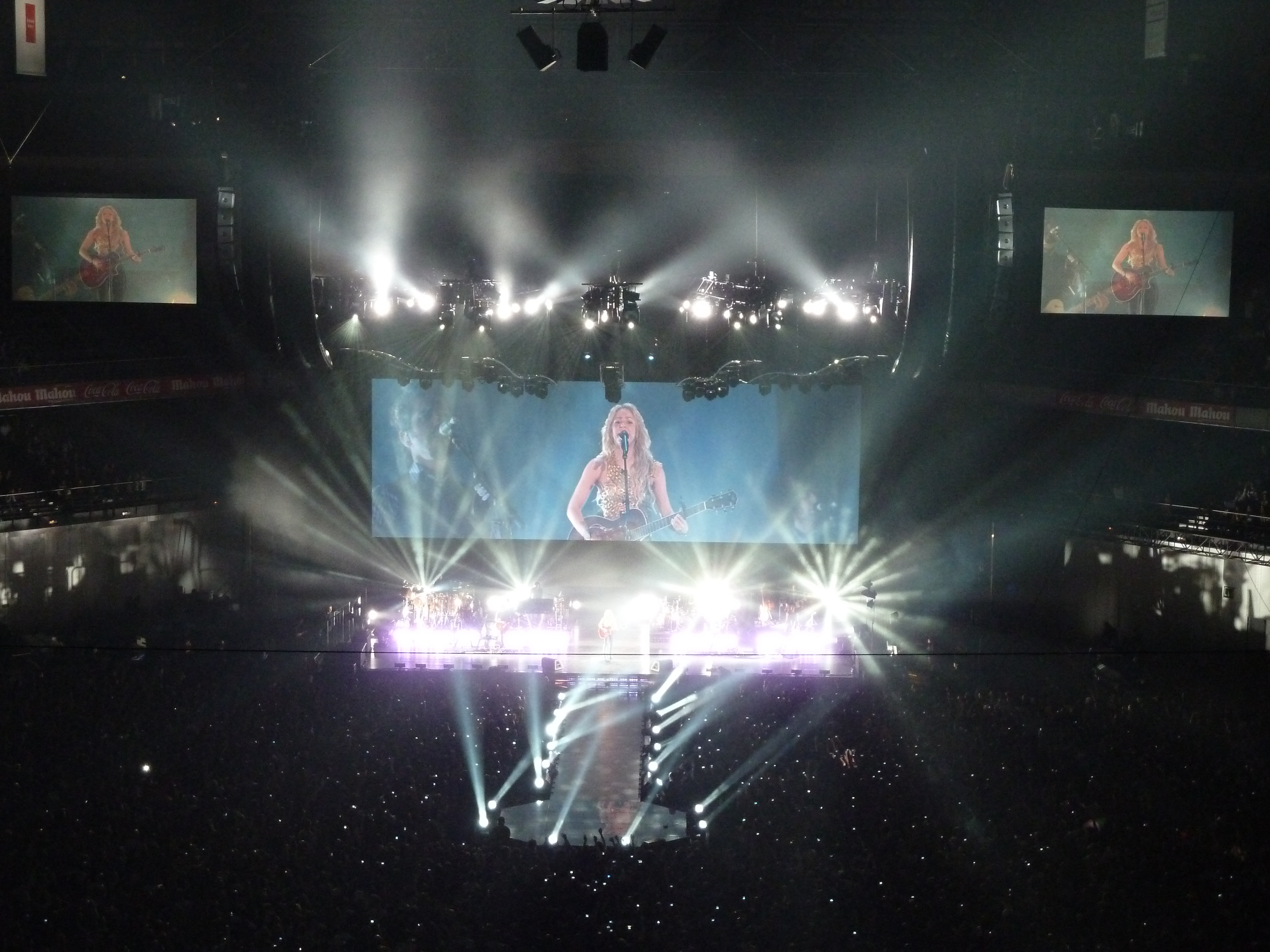
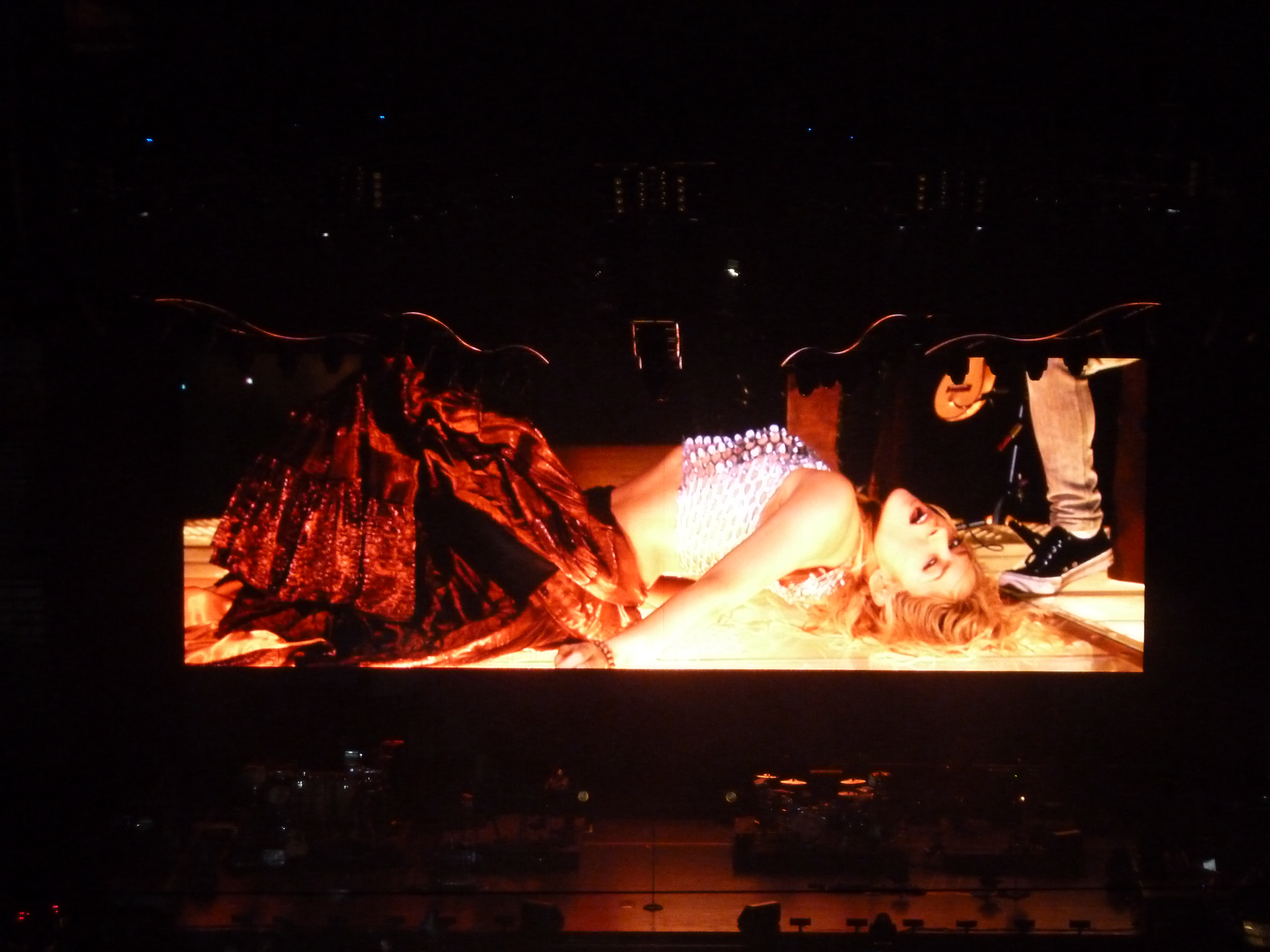
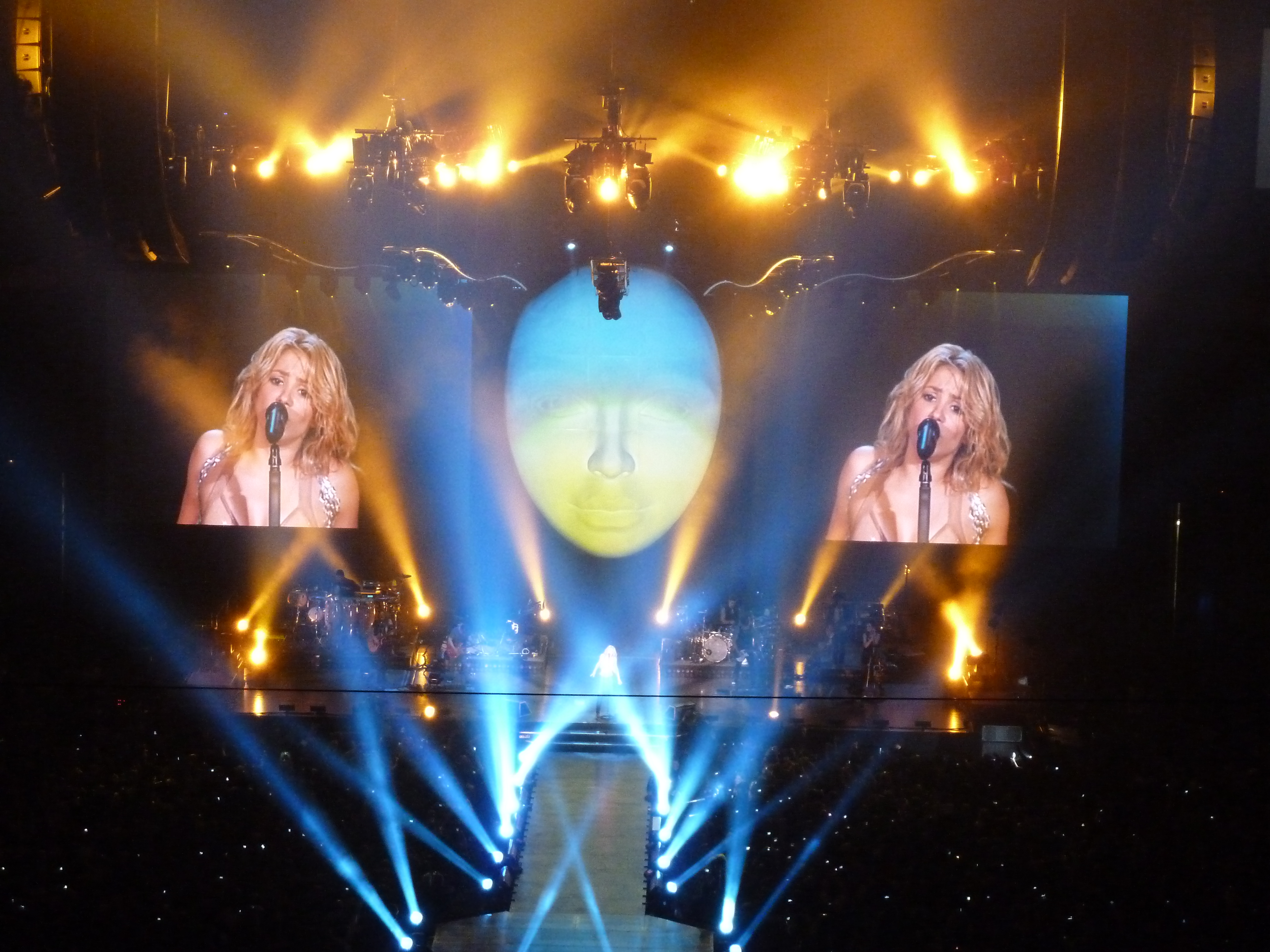
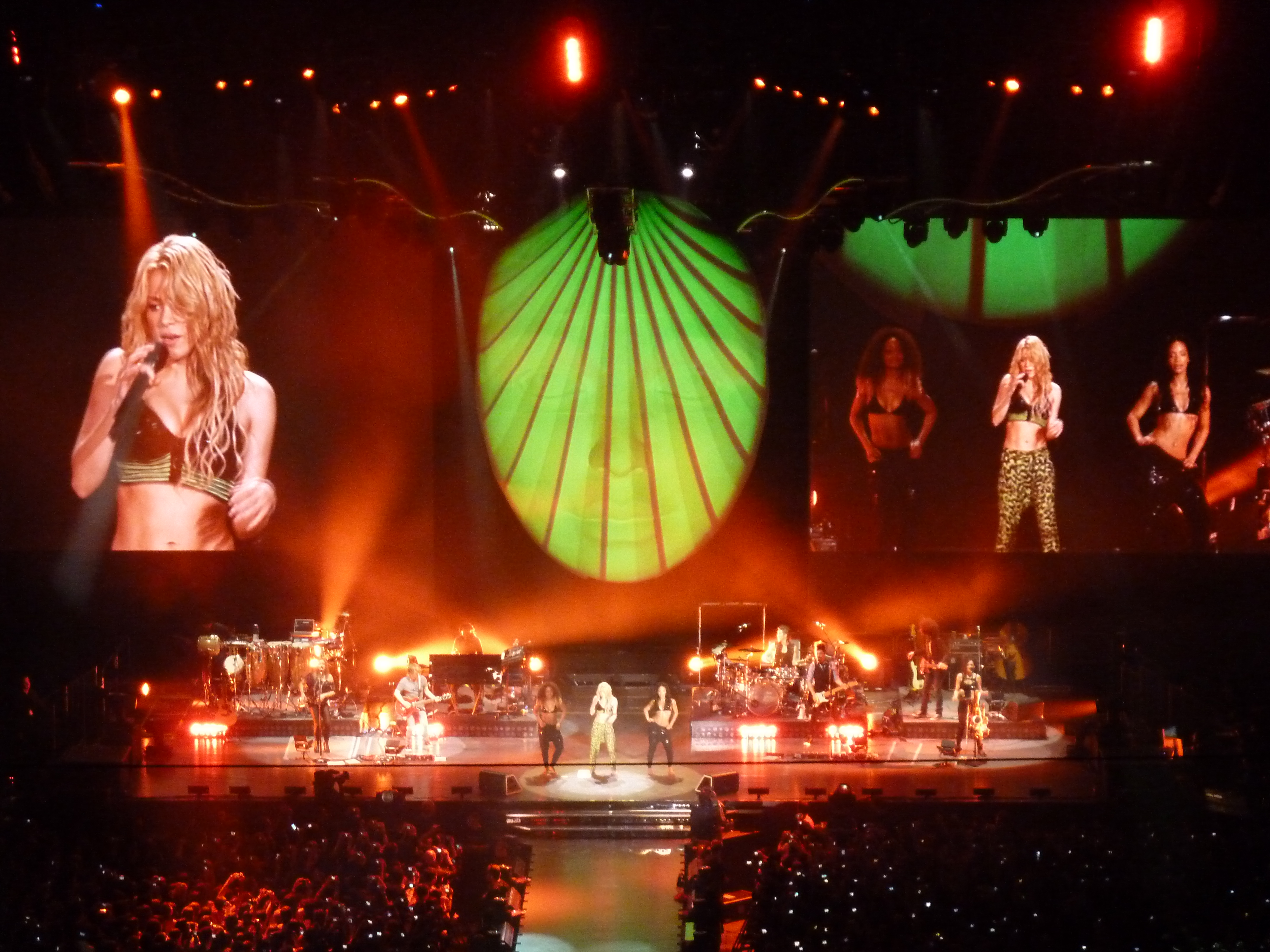
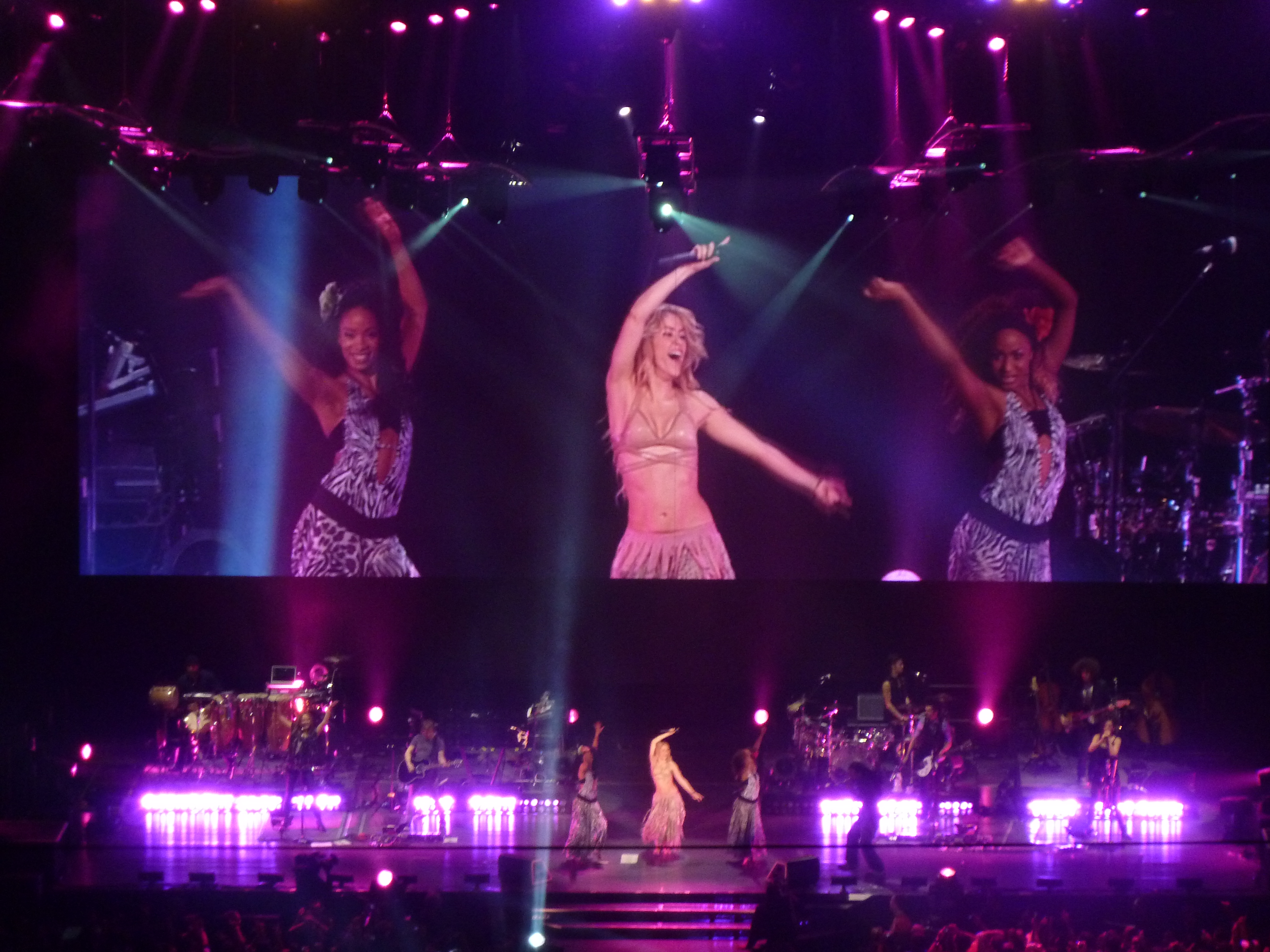
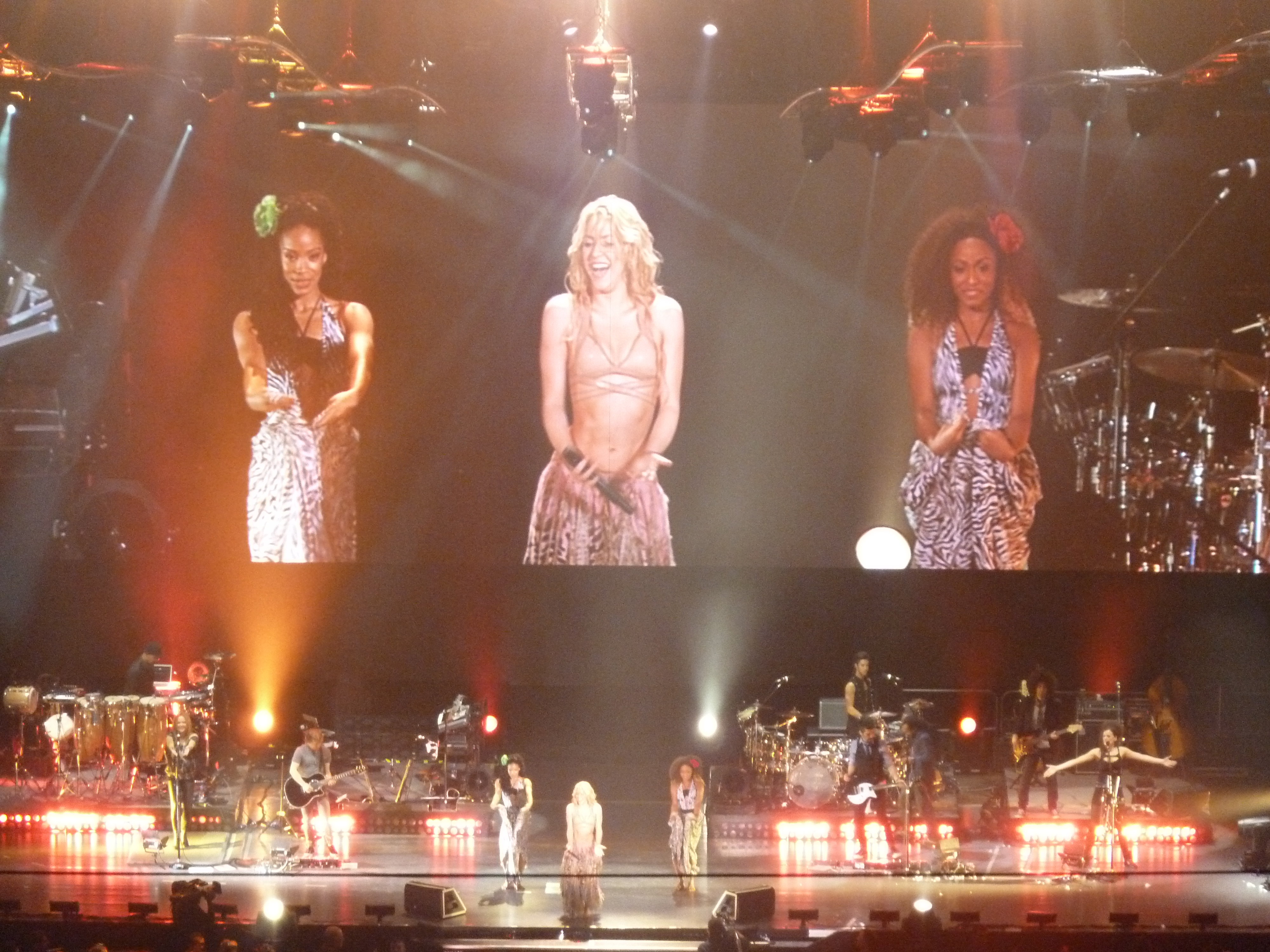
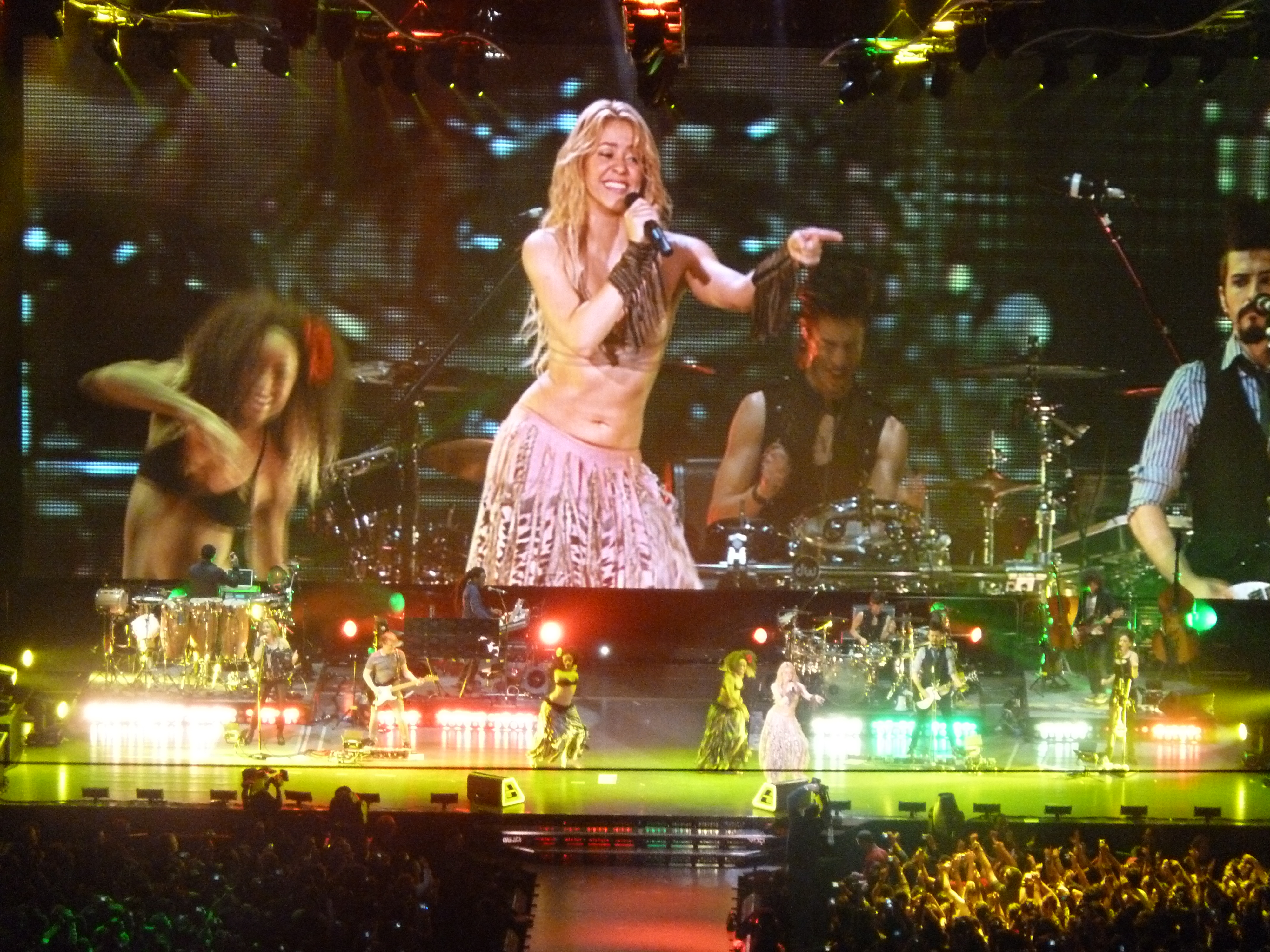